# 阿莱讷 (奥恩省)
阿莱讷（法語：Haleine，法語發音：[alɛn] ⓘ）是法国奥恩省的一个旧市镇，属于阿朗松区。2016年1月1日，阿莱讷和相邻的另外3个市镇合并为新市镇里沃当代讷（Rives d'Andaine）。

## 地理
阿莱讷（48°30'59"N, 0°26'31"W）面积2.62 平方千米，位于法国诺曼底大区奧恩省，该省份为法国西北部内陆省份，北起顺时针与卡爾瓦多斯省、厄尔省、厄尔-卢瓦省、萨尔特省、马耶讷省和芒什省接壤。
与阿莱讷接壤的市镇（或旧市镇、城区）包括：泰塞弗鲁莱、蒂伯夫、库泰尔讷、热内莱。
阿莱讷的时区为UTC+01:00、UTC+02:00（夏令时）。

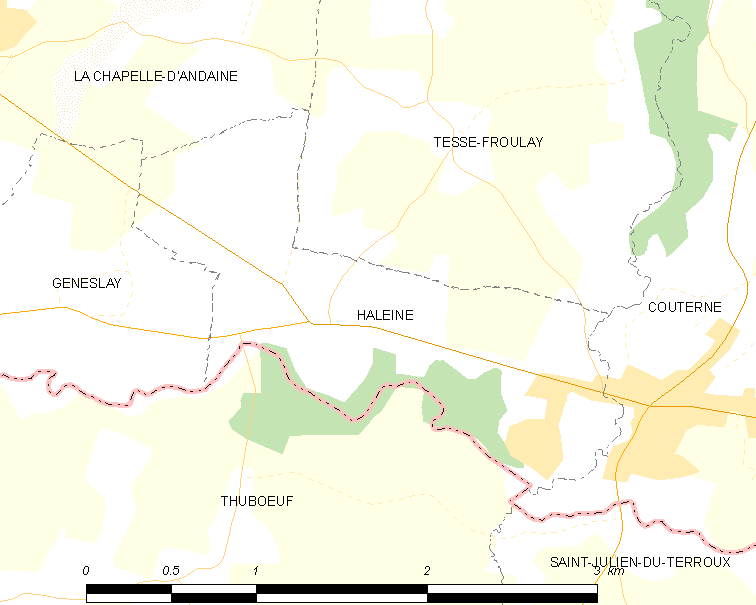
阿莱讷的OSM定位图

## 行政
阿莱讷的邮政编码为61410，INSEE市镇编码为61200。

## 政治
阿莱讷所属的省级选区为奥恩诺曼底地区巴尼奥勒县。

## 人口

1962-2008年间阿莱讷人口变化图示

阿莱讷于2018年1月1日时的人口数量为223人。